# スパルタカス ゴッド・オブ・アリーナ
『スパルタカス ゴッド・オブ・アリーナ』（原題：Spartacus: Gods of the Arena）は、アメリカのstarzで2011年1月から放送された歴史スペクタクル（アクション）。『スパルタカス』の前篇にあたるミニシリーズ全6話である。第三次奴隷戦争、いわゆる「スパルタクスの反乱」の中心人物であるスパルタカスが剣闘士奴隷として連れてこられる以前の、バティアトゥスの館及びカプアの街の血塗られた歴史を描く。日本では2011年9月よりスター・チャンネルにて独占放送された。
原題の Spartacus: Gods of the Arena は「スパルタカス: 闘技場の神々」の意。
なお、本作のDVD、Blu-rayでの邦題は『スパルタカス序章　ゴッド・オブ・アリーナ』。

## あらすじ
クィントゥス・レントゥルス・バティアトゥスは父の剣闘士養成所を継ぎ、剣闘士試合の興行師ラニスタとなる。野心にあふれる彼は父の影から逃れることを夢見て、自らの名が知れ渡るよう、また館が隆盛を極めるよう努力を惜しまない。その傍らには美しき妻ルクレティアがおり、いかなる手段を講じてでも夫の野心が満たされるべく内助の功に精を出すのだった。バティアトゥスは、名声と栄光をもたらしてくれそうな男ガンニクスに全財産を投じる。二刀流で巧みに戦う手だれだ。しかし、バティアトゥスに対抗する者たちや、その手駒であるカプアの次期王者らが命がけで彼に襲いかかる。
初回、いまだ飼いならされぬ、髪ぼさぼさのガリア人クリクススが購われてきて、あざけりや死の恐怖に耐えながら、やがてガンニクスの跡を継いで王者となる。バティアトゥスは、同業の敵トゥッリウスからの執拗な邪魔立てをかわし、ガンニクスを獲得するが、そうするうちに父ティトゥスや友人ソロニウスとの絆が、彼の飽くことなき野心ゆえに綻びを見せはじめる。
前王者のオエノマウスはしぶしぶ訓練士ドクトーレとなり、シリア人の新米アシュールとダガンは剣闘士たるべく己の技量を示そうとする。熟練の剣闘士バルカとガンニクスはクリクススの台頭に目を留めるが、そのかたわらでバティアトゥスとルクレティアのたくらみは破綻し、それが館に住む者たちの悲劇へとつながっていく。
そのような出来事の数々にもかかわらず街の新たな闘技場は完成へと近づき、その披露目の試合で剣闘士奴隷たちは神々になるのだった。闘技場落成の日、バティアトゥスの剣闘士たちは闘技会で躍進を見せる。ガンニクスは再びカプアの王者に返り咲き、闘技場の神となる。ソロニウスの剣闘士たちに勝利した褒美に彼は自由を獲得、クリクススが新王者となった。

## 登場人物・キャスト
- バティアトゥス (ジョン・ハナ)：佐久田修
- ガンニクス (ダスティン・クレア）：東地宏樹
- ルクレティア/バティアトゥスの妻（ルーシー・ローレス）：田中敦子
- ソロニウス（クレイグ・ウォルシュ・ライトソン）：高瀬右光
- クリクスス（マヌー・ベネット）：咲野俊介
- オエノマウス/後のドクトーレ（ピーター・メンサー）：乃村健次
- ナエウィア（レスリー・アン・ブラント）：うえだ星子
- ガイア（ジェイミー・マーレイ）：
- メリッタ（マリサ・ラミレス）：
- トゥッリウス（スティーヴン・ロヴァット）：
- アシュール（ニック・Ｅ・タラベイ）：
- バルカ（アントニオ・テ・マオホ）：
- ティトゥス（ジェフリー・トーマス）：
- ウェティウス（ギャレス・ウィリアムズ）：
- ダガン（シェーン・ランギ）：
- アウクトゥス（ジョセフ・ブラウン）：
- ドクトーレ/先代（テムエラ・モリソン）：
- ディオナ（ジェシカ・グレース・スミス）：

## 受賞歴
第37回サターン賞 テレビプレゼンテーション賞にノミネートされた。
第38回サターン賞 DVDテレビ賞を受賞した。

## サブタイトル
- 第1話 罪深き過去 "Past Transgressions"
- 第2話 謀りごと "Missio"
- 第3話 父の呪縛 "Paterfamilias"
- 第4話 仮面の下 "Beneath the Mask"
- 第5話 報復 "Reckoning"
- 第6話 闘技場の神々 "The Bitter End"(最終話)

## アンディ・ホイットフィールドの降板と死、前篇の制作
『スパルタカス』第1期は大好評を博し、シリーズ化されることになった。続編 第2期のクランクイン直前の2010年3月、主演のアンディ・ホイットフィールドが非ホジキンリンパ腫であることを公表、ドラマを降板して治療に専念していたが、2011年9月11日、18か月の闘病の末、40歳で死去した。
治療に専念するホイットフィールドの回復を待つ意味もあり、第2期制作を一時ストップさせた制作サイドは、かねてより温めていたプロットであるバティアトゥスの過去の物語を膨らませることで、前日譚ミニシリーズ全6話、本作『スパルタカス ゴッド・オブ・アリーナ』を制作したが、上記のとおりホイットフィールドの復帰はかなわず、『スパルタカス』はリアム・マッキンタイアを代役に立てて、続編『スパルタカスII』、『スパルタカスIII ザ・ファイナル』が制作された。